# Сомюр
 Тази статия е за града във Франция.  За окръга вижте Сомюр (окръг).  
Сомюр (на френски: Saumur) е град във Франция, разположен в департамент Мен е Лоар, на левия бряг на Лоара, при вливането в нея на река Туе. Населението му е 28 978 души към 2012 г.
Развито е лозарството и винопроизводството.